# GameSpot
GameSpot es un sitio web de videojuegos que da información acerca de los próximos juegos que se van a lanzar en la web, avances, reseñas, descargas y noticias de los juegos que se van a lanzar o que ya se han lanzado. Gamespot se localiza solo por debajo de IGN,[cita requerida] empresa internacional reconocida sobre información de videojuegos. Gamespot es una de las 200 páginas más visitadas según Alexa.

## Historia
El sitio se enfocó exclusivamente en juegos de computadora personal. Su sitio hermano, VideoGameSpot, fue lanzado en diciembre de 1996 para cubrir los juegos de consola. En 1997, VideoGameSpot llegó a ser Videojuegos.com por un período corto, y por 1998, la computadora personal y las secciones de consola fueron unidas en 2 GameSpot.com.
En el 3 de octubre de 2005, GameSpot adoptó un nuevo diseño semejante al de Televisión.com, ahora considerado como un sitio hermano de GameSpot.

### Historia internacional
GameSpot RU (Reino Unido) fue comenzado en octubre de 1997 y operado hasta la mitad del año 2002, ofreciendo a Europa Oriental el contenido que a menudo variaba en EE.UU. Durante este período, PPAi (Periodical Publishers Association interactive) le galardonó en 1999 un premio a GameSpot RU por el mejor sitio web, y fue listado brevemente en el 2001. Seguido por la compra de ZDNet por CNET, GameSpot RU fue unido con el principal sitio de EE.UU. El 24 de abril de 2006, GameSpot RU fue relanzado.
En una moda semejante, GameSpot AU (Australia) existió en una escala local en el final de la década de los noventa con revisiones del Productor Australiano. Fue cerrado en 2003, cuando una versión local del principal pórtico de CNET, CNET Australia fue lanzado. Respecto a Gamespot.com. el contenido de Austarlia fue lanzado en CNET.com.au. El sitio fue relanzado completamente a mediados del 2006, con un foro especializado, las revisiones locales, las características especiales, los precios locales en AUD, Las fechas australianas de la liberación, y noticias más locales.

## Sitio principal

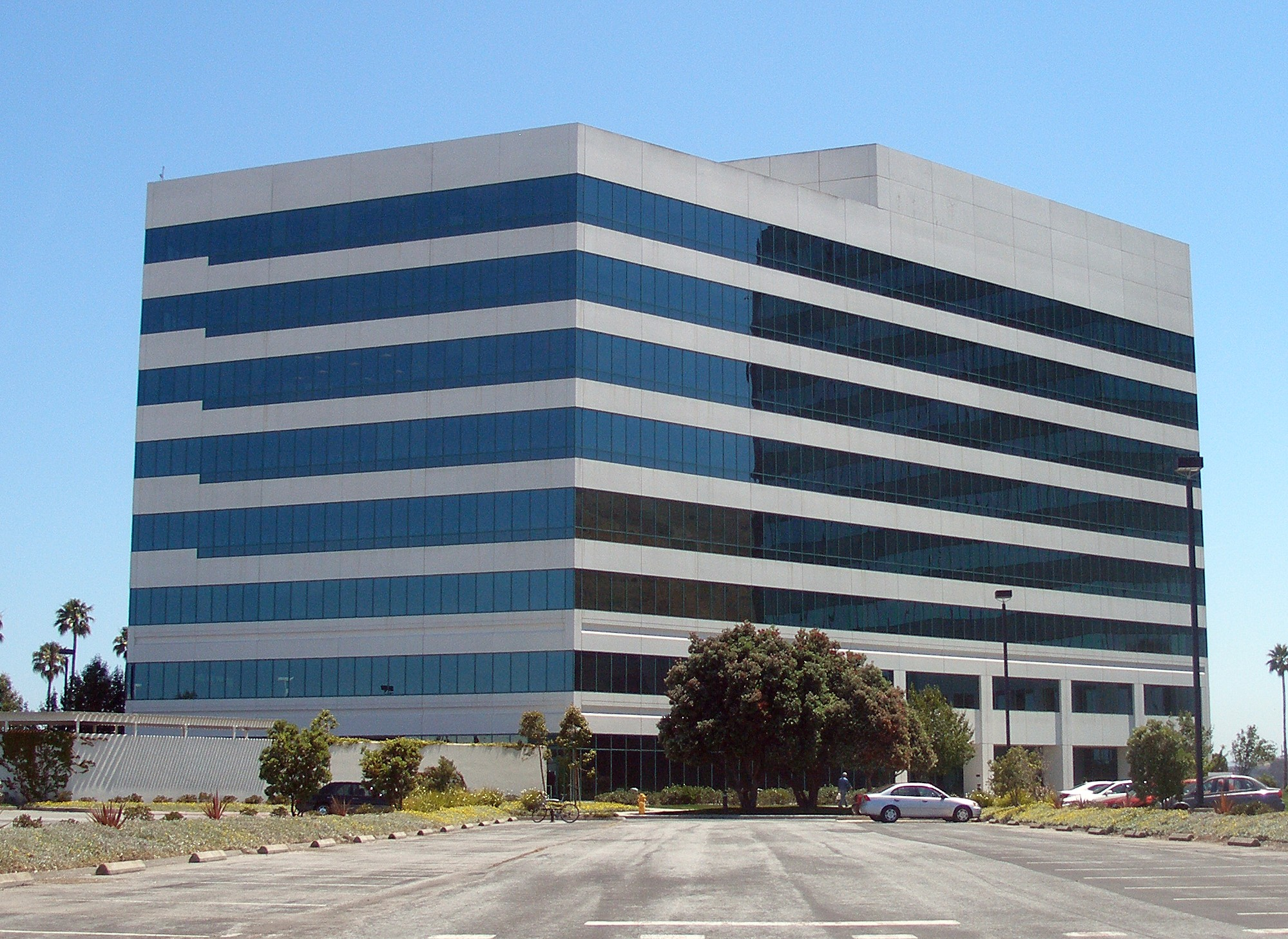
IGN: Uno de los más grandes rivales de GameSpot

En 2004, GameSpot ganó "Mejor Sitio web de Videojuegos" elegido por los espectadores en la televisión de Empalar en su segunda Exposición del Premio de videojuego. Otros sitios web de juegos como IGN, 1UP.com, Y GameSpy han sido sus rivales más grandes. 
La página principal de GameSpot tiene lazos a las últimas noticias, a las Reviews, a las Previews, y a los pórticos para las plataformas como PC o consolas de Nintendo, Sony (Play Station) o Microsoft (XBOX). También incluye una lista de los juegos más populares en el sitio y un motor de búsqueda para usuarios a localizar los juegos de interés. 
GameSpot también cubre algunas plataformas más antiguas de estas marcas en menor cantidad e incluso juegos para móviles. 
El dominio de gamespot.com atrajo por lo menos a 60 millones de visitantes en 2008 según un estudio de Compete.com. 
En septiembre de 2020, CBS Interactive vendió CNET Networks (que incluía este portal y varios sitios web más) a Red Ventures. La transacción se completó el 30 de octubre de 2020.

### Personalidades
Con la introducción de GameSpot Live, los lectores fueron introducidos al personal que escriben los textos y las revisiones para el sitio.

### Personal actual
El personal actual que puede ser visto en trabajando en GameSpot o ser leído en el sitio incluye a: Alondra Anderson, Justin Calvert, Brian Ekberg, Don Francis, Ryan MacDonald, Shaun McInnis, Tom Magrino, Andrew Park, Homer Rabara, Brendan Sinclair, Aaron Thomas, Tor Thorsen, Ricardo Torres, Kevin VanOrd, y Chris Watters.

### Personal anterior
- Ron Dulin: redactor ejecutivo que dejó la industria enteramente en 2000.
- Elliott Chin :Redactor ejecutivo. Dejó en 2001. Él es actualmente el director del marketing en Sega de América.
- Amer Ajami: Redactor mayor. Dejó en 2002 y se unió a EA Los Ángeles, donde él es ahora un productor.
- Bob Colayco: dejó GameSpot en 2006 y se unió a EA de Ventisca.
- Carrie Gouskos: El redactor de atures, que dejó para desarrollar los juegos para EA Mítico.
- Greg Kasavin: El director ejecutivo del redactor y el sitio de GameSpot, que dejó en 2007 en llegar a ser un revelador del juego. Él es ahora un productor para EA Los Angeles.
- Tim Surette: Nueo editor. Fue trasladado a TV.com
- Greg Mueller: Despedido por seguir otros intereses.
- Rich Gallup: El anfitrión de todo el contenido de medios en GameSpot (La Situación Crítica, En El Lugar, el Botón que Tritura, la televisión del Torneo); él dejó GameSpot el 27 de julio de 2007.
- Jeff Gerstmann: El director editorial del sitio, despedido de GameSpot en el 28 de noviembre de 2007.
- Tim Tracy: Removido a MP3.com
- Axel Asencio: Video editoria. Dejo GameSpot por motivo de explocion.Su ultimo dia fue el 15 de febrero de 2020.
- Frank Provo: Freelance. Dejó GameSpot por motivo de tener aversión a gestión de CNET Networks.
- Alex Navarro: Dejó el 10 de enero de 2008, en respuesta a Jeff Gerstmann para ser despedido. Su último día fue el 24 de enero de 2008.
- Ryan Davis: Dejó el 4 de febrero de 2008, listando uno de sus razones para salir que es el Jeff Gerstmann que despide. Su último día fue el 14 de febrero de 2008.
- Jason Ocampo: Salió el 26 de febrero de 2008, e ingresó a IGN.
- Brad Shoemaker: Salió el 21 de marzo de 2008
- Matt Rorie : dejó a favor de llegar a ser el Marketing a & Productor de PR en Entertainment Obsidian. Su último día fue el 18 de abril de 2008.
- Vinny Caravella : Video editora de GameSpot dejó la empresa por asuntos personales.

## Características
GameSpot tiene las secciones separadas para la corriente la mayoría de las consolas populares, así como para la plataforma de computadora personal. Hay otras secciones separadas para varias características como revisiones, las presentaciones, las noticias, los estafadores, Los videos, tecnología, y descarga. GameSpot es sabido bien para sus características originales, como GameSpotting, un conglomerado de editoriales de personal anunció generalmente los domingos, pero fue reemplazado en 17 de junio de 2005 por una nueva característica llamada Freeplay. un editorial diario en el que un redactor de GameSpot escribe acerca de juegos, empezando su editorial con el último párrafo del editorial anterior. En cambio, Freeplay dejó luego operar de esta manera, y empezó utilizando el mismo sistema que GameSpotting tuvo.

### On the Spot
On the spot es un programa de entrevistas semanal al aire todos los jueves a las 4 de la tarde. El tiempo pacífico para todos miembros de GameSpot para mirar. Esta exposición toma las preguntas que la audiencia viva que son mirar en línea en el GameSpot.com. Muestra el personal de GameSpot como ellos juegan, la presentación, la revisión, y entrevistan a las personas y cosas de juegos. La exposición corre una plantilla básica de acontecimientos; la exposición empieza con su anfitrión que da una vista general de lo que será cubierto en la exposición. El videoclip (por ejemplo un clip de un acontecimiento especial, Una característica de GameSpot, etc) entonces será mostrado generalmente. La principal sección de la exposición representa a los redactores de los juegos próximos, ocasionalmente con un huésped de una promotora inmobiliaria que muestra el juego. Hacia el fin de los premios de trivialidades de exposición son regalados. Cada exposición corre cerca de 60 minutos; sin embargo hay las ocasiones donde algunas exposiciones repasan o bajo ese tiempo fijo. La exposición ventiló primero en el 24 de junio de 2004. El anfitrión de En el Lugar es Ryan MacDonald,

### El HotSpot
La Situación Crítica es podcast semanal de GameSpot acerca de juegos y noticias de la industria de juego. Ventila todos los martes en alrededor de 11:00 tiempo P.M. Oriental y 8:00 tiempo P.M. pacífico. La primera Situación Crítica ventiló en el 20 de julio de 2005. El anfitrión de La Situación Crítica es Tor Thorsen.

### Triturando el botón
Es el programa de GameSpot "videojuego, el programa concurso". Es un programa concurso que consiste en jugar videojuegos bajo un plazo, mostrando su conocimiento de juegos, Y compitiendo contra un redactor de GameSpot en un juego de su elección. Hay tres series a Triturar de Botón. Ellos son: La Serie de consuela-ation, Filtración de Memoria, y Poseído. No hay regular ventilando el horario para Triturar de Botón, aunque cuando lo ventila los lunes. El primer episodio de Triturar de Botón ventiló en el 20 de marzo de 2004. Es desconocido en este momento que el nuevo anfitrión de Triturar de Botón será.

### Los Mejores y los peores
Todos los años, GameSpot tiene el Mejor y Peor de los premios del Año, que reconoce los logros en la industria de juego, positivo y negativo (en forma de "Honores Dudosos", Conteniendo las categorías como "la mayoría de Los Juegos Decepcionantes", "Plano-Fuera Derrota-Juego", "Mejor Juego nadie Jugado" y "la mayoría de Las Colocaciones Despreciables de Producto"). GameSpot también permite a usuarios en el sitio para votar para los ganadores de premios de la "Elección de los Lectores". 
Los ganadores de GameSpot para el Juego del Año han sido hasta ahora: su tiempo que el nuevo anfitrión de Triturar de Botón será.
- 1996: Diablo (PC)
- 1997: Total Annihilation (PC)
- 1998: Grim Fandango (PC)
- 1999: EverQuest (PC)
- 2000: The Sims (PC) Chrono Cross (PS)
- 2001: Serious Sam: The First Encounter (PC) Grand Theft Auto III (PS2)
- 2002: Metroid Prime (GameCube)
- 2003: The Legend of Zelda: The Wind Waker (GameCube)
- 2004: World of Warcraft (PC)
- 2005: Resident Evil 4 (GameCube)
- 2006: Gears of War (Xbox 360)
- 2007: Super Mario Galaxy (Wii)
- 2008: Fallout 3 (PS3, PC, XBOX 360)
- 2009: Demon´s Souls (PS3)
- 2010: Red Dead Redemption (PS3, Xbox 360)
- 2011: The Elder Scrolls V: Skyrim (PS3, XBOX 360, PC)
- 2012: Journey (videojuego) (PS3)
- 2013: The Legend of Zelda: A Link Between Worlds (Nintendo 3DS)
- 2014: La Tierra Media: Sombras de Mordor (PS4, XBOX ONE, PS3, XBOX 360, PC)

### 
Otra característica es Quema las Preguntas en La que los usuarios escriben en y tienen sus preguntas contestadas, generalmente en un tono sarcástico. En una entrevista fecha 16 de diciembre de 2006 (uno de una serie conocida como "Consiguiendo para saber GameSpot"), su anfitrión ha dicho que el "Quemando las Preguntas" la característica ha sido discontinuada. La Situación Crítica es podcast propia de GameSpot en EL que varios redactores discuten los asuntos y las historias publicadas diferentes en el mundo de juego. Triturar de botón consiste en un tres programa concurso redondo que implica los juegos que los jugadores generalmente no tienen experiencia con; volvió en el 25 de julio de 2006, debido demandar alto siguiente un dos hiato de año. GameSpot también tiene los torneos para suscriptores pagados. El final es transmitido vivo en la televisión del Torneo
En 2005, Una característica llamada "Hoy en GameSpot" fue introducido junto con el diseño nuevo del sitio. Es muy semejante a una característica más vieja, ahora ninguno corre más lejos, "Permítanos GameSpot". Las secciones de "Hoy en GameSpot" incluye "El Resumen de Rorie", que da puntas e insinuaciones en los últimos juegos; "Que Es Fresco", que detalla las más nuevas liberaciones; "La Última Palabra", una característica del viernes acogida por Noticias de GameSpot que recapitula las noticias juego-relacionados, más grandes y de la semana; "La Información", que describe las descargas en el sitio; y "el Corte de la Cima Juegos", la Cuál denomina a GameSpot los juegos predilectos de redactor (a menudo ser iniciado en el "los Juegos más Grandes De Todo Tiempo"). Todas las secciones de "Hoy en GameSpot" fueron discontinuados debido al costo y el tiempo requirió a crear cada episodio.
El RU y Australia se Basaron el personal de Gamespot también corre podcasts que son semejantes a la Situación Crítica menos la primera región de noticias y características específicas. Ellos también han comenzado los torneos que hacen y Gamespot RU muestra unoa (todo es) la versión más corta de En El Lugar que es mostrado cada 2 semanas.